# Jean-Marie Blas de Roblès
Jean-Marie Blas de Roblès, nacido Jean-Marie Robles (Sidi Bel Abbes, 1954 - ) es un filósofo, escritor y arqueólogo argelino-francés de origen español, ganador del premio Médicis en 2008.

## Biografía
Nació en Argelia antes de que su familia volviera repatriada a Francia y terminase por instalarse en el Var. Su apellido español era simplemente Robles, pero añadió el Blas cuando su editor le instó a buscar un seudónimo para diferenciarse de Emmanuel Roblès, el escritor amigo de Albert Camus. «Recordé que el primer editor de Cervantes se llamaba Juan María Blas de Robles e inventé ese bello antecedente», explicó. Estudió filosofía en la Sorbona e historia en el Colegio de Francia. Fue a Brasil a enseñar y dirigió la Casa de la Cultura Francesa en Fortaleza. Recibió el premio de novela corta de la Academia Francesa por su colección de relatos La Mémoire de riz. Luego viajó a la China popular donde ofreció los primeros cursos sobre Sartre y Roland Barthes en la Universidad de Tien-Tsin (Tianjin). Tras una estancia en el Tíbet, en 1987 apareció su primera novela L'Impudeur des choses, seguida de Rituel des dunes en 1989. Durante este tiempo estuvo enseñando en la Universidad de Palermo (Sicilia) e incluso en Taiwán.
A comienzos de la década de 1990, Jean-Marie Blas de Roblès abandonó la enseñanza para consagrarse a la escritura y empezar su tercera novela que tardó muchos años en concluir Là où les tigres sont chez eux (2008). En este periodo se limitó esencialmente a publicar ensayo o poesía. Desde 1986 participó como miembro de la Misión Arqueológica Francesa en excavaciones submarinas en Libia (Apolonia de Cirene, Leptis Magna y Sabratha, en Tripolitania). Dirige actualmente la colección Archéologies que ha creado en Edisud con el deseo de vulgarizar la arqueología. Es igualmente jefe de redacción de la revista Aouras, consagrada a la investigación arqueológica en el Aurés antiguo.

## Obras
Novelas y novelas cortas
- 1982 : La Mémoire de riz et autres contes (nouvelles), éditions du Seuil
- 1987 : L'Impudeur des choses, éditions du Seuil
- 1989 : Le Rituel des dunes, éditions du Seuil
- 2008 : Méduse en son miroir (et autres textes), éditions Mare nostrum
- 2008 : Là où les tigres sont chez eux éditions Zulma, Premio Médicis, Gran premio Jean-Giono, Premio de novela Fnac, finalista del Premio Goncourt, traducido al español con el título Donde viven los tigres (2012).[3]
- 2010 : La Montagne de minuit,  Gran premio Thyde-Monnier 2010
- 2011 : La Mémoire de riz, éditions Zulma
- 2012 : Les Greniers de Babel, éditions Invenit
- 2012: L'Île du Point Némo, éditions Zulma

Poesía
- 1983 : D'un Almageste les fragments : Périhélie, L'Alphée, núm 10
- 1986 : D'un Almageste les fragments : Sur des ruines Le Chat bleu, cuaderno 3
- 1990 : D'un Almageste les fragments : Pancrace, Bruno Grégoire, Poésies aujourd'hui, Seghers
- 2006 : Alerte, catacombes, Le Mâche-Laurier, núm. 24
- 2015 : Hautes Lassitudes, Bernard Dumerchez

Ensayos
- 1991 : Une certaine façon de se taire..., Quai Voltaire, n°3
- 1998 : What It Means to Be in the Forest Zingmagazine, volume 2, New-York
- 1999 : Libye grecque, romaine et byzantine, Édisud
- 2003 : Sites et Monuments antiques de l'Algérie, con Claude Sintes, Édisud
- 2004 : Vestiges archéologiques du Liban, con Dominique Piéri y Jean-Baptiste Yon, colección « Archéologie », Édisud-Librairie Antoine
- 2011: Sicile antique, con Bernard Birrer y Hervé Danesi, collection « Archéologies », Édisud